# Tigerpress
Die Tigerpress Verlag GmbH war ein inhabergeführter Kleinverlag mit Sitz in Hamburg. Er wurde vor allem bekannt aufgrund der zeitweiligen Herausgabe des populären Comic-Magazins „Fix & Foxi“.

## Geschichte
Das Magazin erschien seit 1953, zunächst im eigenen Verlag des „Fix & Foxi“-Erfinders Rolf Kauka, dann bei verschiedenen anderen Verlagshäusern. In den 1960er und 1970er Jahren lag die Auflage bei bis zu 400.000 Exemplaren pro Woche, zeitweise vor der aus den USA stammenden Konkurrenz „Donald Duck“. 1994 wurde es erstmals eingestellt. 2000 starb Kauka. 2005 vergab seine Witwe Alexandra Kauka die Lizenz für die „Fix und Foxi“-Printmagazine an den neu gegründeten Tigerpress-Verlag, der das Comic-Heft ab 25. Oktober 2005 wieder im monatlichen Rhythmus herausbrachte. Die Gründer des Verlages waren Jan Wickmann (als Geschäftsführer; er ist ein Sohn von Rolf Wickmann, dem früheren Zeitschriftenvorstand des Hamburger Verlags Gruner und Jahr), Lutz Mathesdorf als Chefzeichner (er war zuvor u. a. Bestsellerautor beim Rowohlt Verlag und Carlsen Verlag) und Michael Hopp (zuvor Chefredakteur der Zeitschriften Wiener, TV total, TV Movie und TV Today). Nach internen Meinungsverschiedenheiten verließ Mathesdorf jedoch bald den Verlag. Er wurde zunächst kommissarisch ersetzt durch Michael Hopp, später durch Helmut Murek als neuen Chefzeichner.
Der Verlag brachte auch weitere Titel heraus: Neben einigen nur kurzlebigen, wie das ebenfalls nach einer Kauka-Figur benannte „Pauli“ (seit Mai 2008, 2 Ausgaben), „Gespenster Geschichten“ (ursprünglich im Bastei-Verlag, ab 13. Oktober 2008 bei Tigerpress, 3 Ausgaben) und „TiCo Fantasy“ (1 Ausgabe) erschienen bei Tigerpress bis zuletzt die Magazine „Conny – Pferde, Jungs und Abenteuer“ und das für Vorschulkinder gedachte Magazin „Freunde“ (basierend auf einer Figurenwelt von Helme Heine), außerdem gab es diverse „Fix & Foxi“-Ableger, wie das nach einer Figur aus den „Fix & Foxi“-Comics benannte „Lupo“ (seit Ende 2007 bis 2009) und das quartalsweise „Fix & Foxi Classic Album“ (bis 2009). In Kooperation mit der Verlagsgruppe Weltbild und der Bild-Zeitung (Axel Springer AG) erschien das „Fix & Foxi“-Buch, mehrere „Fix & Foxi“-Alben und „Fix & Foxi“-Wundertüten.
Am 4. Juni 2009 stellte der Verlag aufgrund stark gesunkener Verkaufszahlen (IVW-geprüfte Druckauflage II/2008: 84.067, davon verkauft nur 42.658; zuletzt nach Verlagsangaben sogar nur noch 18.000 Exemplare) und massivem Anzeigenrückgang um 80 % einen Antrag auf Eröffnung eines Insolvenzverfahrens. Als weitere Gründe werden vom Verlag die sinkenden Kinderzahlen, zunehmende Konkurrenz durch andere Medien und abnehmende Lesefreudigkeit genannt.